# Protonemacheilus
Protonemacheilus is een monotypisch geslacht van straalvinnige vissen uit de familie van de bermpjes (Nemacheilidae).

## Soort
- Protonemacheilus longipectoralis Yang & Chu, 1990